# مرتشي
لويجي مرتشيLouis Maracci (عاش 1612–1700) هو كاهن كاثوليكي ومستشرق إيطالي.
اشتهر بترجمته للقرآن إلى اللاتينية، وقد اعتمد جورج سيل على هذه الترجمة في ترجمته القرآن للإنكليزية.